# Man Sérotte
Man Sérotte, de son vrai nom Gisèle Gaillou, née le 25 juin 1921 à Sinnamary et morte le 18 septembre 2015 à Cayenne, est une auteure-compositrice-interprète et chanteuse de musique traditionnelle créole, originaire de la Guyane.

## Biographie
Née à Malmanoury, ancien bourg de la commune de Sinnamary, elle fonde en 1940, son groupe de danse traditionnelle créole « Buisson Ardent ». Elle était connu aussi pour organiser des bals Konvwés, à son domicile, à Cayenne, ouverts à tous.

## Discographie
Avec son groupe « Buisson Ardent » :

### Titre
- Bèf Danbwa,
- Sa ou fè Mano,
- Pa fouré lanmen an bagay-la[4]
- Flèr[5]

### Album
- 1994 : Man Sérotte et Buisson Ardent[6]

## Récompense
Elle a reçu en 1976, la médaille de Chevalier de l'Ordre national du mérite par Valéry Giscard d'Estaing, et en 2003, celle de la Légion d'honneur, par le président français de l’époque, Jacques Chirac et bien d’autres.